# 臺北縣議會第十六屆議員列表

## 第一選區（板橋市）
- 林國春
- 王淑惠
- 蕭貫譽
- 趙燕昭
- 曾文振
- 王景源
- 黃俊哲
- 王月明
- 周勝考

## 第二選區（中和市）
- 陳錦錠
- 簡文劉
- 林秀惠
- 張瑞山
- 游輝廷
- 江永昌
- 李肇南

## 第三選區（永和市）
- 廖筱清
- 陳鴻源
- 金介壽
- 連斐璠

## 第四選區（土城市、樹林市、三峽鎮、鶯歌鎮）
- 鄭綉瑛
- 高敏慧
- 黃永昌
- 歐金獅
- 洪佳君
- 吳琪銘
- 陳文錄
- 蔡黃隆
- 林銘仁

## 第五選區（三重市、蘆洲市）
- 李友親
- 李倩萍
- 胡淑蓉
- 王棋（議員）
- 蔡明堂
- 鄭世維
- 黃桂蘭
- 陳幸進（本屆議長）
- 陳啟能
- 鄭金隆

## 第六選區（新莊市、泰山鄉、五股鄉、林口鄉）
- 陳文治
- 黃林玲玲
- 李國書
- 劉新龍
- 陳科名
- 何淑峯
- 陳明義
- 蔡淑君
- 葉正森
- 呂柱

## 第七選區（淡水鎮、八里鄉、三芝鄉、石門鄉）
- 呂子昌
- 李文德
- 鄭戴麗香

## 第八選區（汐止市、金山鄉、萬里鄉）
- 白珮茹
- 廖正良
- 唐有吉
- 周雅玲

## 第九選區（瑞芳鎮、平溪鄉、雙溪鄉、貢寮鄉）
- 廖秀雄

## 第十選區（新店市、深坑鄉、石碇鄉、坪林鄉、烏來鄉）
- 金中玉
- 曾正和
- 陳永福
- 李欣芳
- 吳善九

## 第十一選區（平地原住民）
- 林忠仁
- 宋進財

## 第十二選區（山地原住民）
- 王建章